# Imperishable Night
Imperishable Night (яп. 東方永夜抄 То:хо: Эйясё:) — вертикальный скролл-шутер, 8-я часть серии Touhou Project.

## Игровой процесс
Изначально игрок может выбрать одну из четырёх команд, состоящих из двух персонажей; позднее за каждую героиню можно играть по отдельности. Смена персонажа происходит при нажатии кнопки фокус-режима, при этом значительно изменяется и характер стрельбы.
Особенностью Imperishable Night является концепция «последних заклинаний» (англ. Last Spell). Для противников это дополнительная карта заклинания, в ходе которой игрок не может потерять жизни и бомбы. Для игрока — усиленный вариант бомбы, для срабатывания которого необходимо использовать карту заклинания сразу же после столкновения с пулей врага; при этом заклятие применяет персонаж, находящийся в данный момент не в фокусе.

### Время
В ходе каждой стадии игрок может собрать определённое количество «очков времени»: если ему это удаётся, то время, показываемое после завершения стадии, сдвинется на 30 минут вперёд; в противном случае, часы перейдут на час; использование продолжений также прибавляет 1 час. Отсчёт ведётся с 11 часов вечера, если часы покажут 5 часов утра до того, как игра будет пройдена, то игрок получит плохое окончание.
Очки времени можно получить при стрельбе по врагам (если в фокусе персонаж-человек) и при грейзинге (если в фокусе персонаж-ёкай). Набор необходимого числа очков на нормальном уровне сложности и выше также открывает последнее заклинание у босса стадии.

### Phantom gauge
Индикатор в левом нижнем углу экрана, отражающий использование игроком обычного и фокус-режима. При уничтожении противников в обычном режиме (персонаж — человек), индикатор смещается влево (вплоть до −100 %), а очки времени даются за стрельбу по врагам (начиная с −80 %); в фокус-режиме (персонаж — ёкай) очки времени даются при грейзинге и убийстве врагов (начиная с +80 %). В зависимости от выбранных персонажей шкала может меняться.

### Spell Practice Mode
Для открытия данного режима необходимо при прохождении игры получить нормальное окончание. В этом режиме игрок может попрактиковаться во взятии любой карты заклинаний, которую он видел во время прохождения за данную команду или персонажа. При этом даётся только одна жизнь и запрещается применять бомбы. Некоторые карты заклинаний встречаются только в данном режиме.

## Сюжет
Накануне Лунного фестиваля ёкаи ощутили, что с Луной что-то произошло. Как оказалось, настоящую Луну заменили на фальшивую, не способную стать полной; до наступления утра героини должны вернуть настоящую.
Во время поисков злоумышленника, команда, выбранная игроком, участвует в нескольких поединках, в том числе и с другим персонажем, желающим вернуть Луну. Героини проникают в особняк, охраняемый лунным кроликом Рэйсэн, после битвы с которой игрок может выбрать путь к фальшивой Луне, созданной Эйрин Ягокоро, либо к настоящей, встречаясь в этом случае с лунной принцессой Кагуей Хорайсан. Выясняется, что фальшивая Луна должна была нарушить связь между Луной и Землёй, помогая Кагуе спрятаться от лунных посланцев. Героини принимают вызов Кагуи («Пять Невыполнимых Задач») и сражаются до рассвета.
В ходе экстра-стадии героини должны выполнить ещё одну просьбу Кагуи — справиться с её соперницей по имени Фудзивара-но Моко.

## Разработка
ZUN, как он сам заявляет, давно хотел сделать скролл-шутер, в котором игрок мог бы легко переключаться между двумя персонажами в процессе игры. Эта идея легла в основу Imperishable Night, после чего был написан соответствующий этой системе сюжет. Данная идея не была воплощена в двух предыдущих играх потому, что ZUN посчитал неуместным делать ещё неизвестных до этого персонажей играбельными.